# Lu Jing-Jing
Lu Jing-Jing (født 5. maj 1989 i Nei Monggo, Kina) er en professionel tennisspiller fra Kina. 
Lu Jing-Jing højeste rangering på WTA single rangliste var som nummer 178, hvilket hun opnåede 20. juni 2011. I double er den bedste placering nummer 105, hvilket blev opnået 21. september 2009. 